# インクレディブル・ハルク (カクテル)
インクレディブル・ハルク(Incredible Hulk, Green Eyed Monster, Hip and Hen)は、緑色をしたカクテル。
このカクテルはフルーツリキュール ヒプノティークとw:Hennessyのコニャックを2 fl oz分混ぜ、氷の上に注ぐ。
名前の由来はアメリカン・コミックのキャラクターインクレディブル・ハルクより。

## 歴史
このカクテルはニューヨークのヒプノティークのイベントでショーン・コムズのレストランレストランJustin'sのバーテンダーが作った。ヒプノティーク社員は自社製品が女性に人気はあるものの、男性陣からは青くてフルーティーなカクテルは女々しいという理由で人気が低かった。そこでレストランのバーテンダーVictor Alvarezはヒプノティークに、Hennessyを混ぜてフルーティーさを弱めたところ、その緑色のカクテルは大きなヒットを生み出した。

## 文化
このカクテルは多くの歌の中に登場し、ミュージックビデオに出てきたこともある。
また、テレビアニメ『ブーンドックス』の "The Story of Thugnificent"という回でも言及がなされた。